# Aprosdoceta chytrodes
Aprosdoceta chytrodes är en fjärilsart som beskrevs av Turner 1940. Aprosdoceta chytrodes ingår i släktet Aprosdoceta och familjen mätare. Inga underarter finns listade i Catalogue of Life.